# Sphaerodactylus fantasticus
Der Sphaerodactylus fantasticus ist eine Art der Kugelfingergeckos (Sphaerodactylus) und gehört zur Familie der Sphaerodactylidae.

## Merkmale
Sphaerodactylus fantasticus ist eine sehr kleine Geckoart und erreicht eine Kopf-Rumpf-Länge bis 28 mm, die Gesamtlänge beträgt dabei bis zu 45 mm. Die Rückenschuppen sind gekielt, die Schuppen der Rückenmitte gekörnt, die Schuppen der weißlich bis grau gefärbten Bauchseite können sowohl glatt als auch gekielt sein. Der bräunlich bis rostrot gefärbte und durch hellere, dunkel umrandete Ocellen (Augenflecken) gezeichnete Schwanz weist oberseits gekielte, unterseits mittig etwas vergrößerte Schuppen auf. Die Körperoberseite ist von hellen und dunklen Flecken gezeichnet, der Kopf ist hellbraun gefärbt, schimmert leicht bläulich und weist gegebenenfalls dunkle Linien oder Flecken, durchaus aber auch kein Muster, auf. Seitlich vom Kopf läuft ein Muster aus dunklen Linien über die Mundspalte bis zur Kehle hinab.

## Lebensweise
Sphaerodactylus fantasticus führt eine tagaktive Lebensweise. Die Art geht bis in die Dämmerung aktiv auf Nahrungssuche und erbeutet in erster Linie kleine Insekten und Spinnentiere. Sie weist auch Verhaltensweisen eines Kulturfolgers auf, als solcher hält sie sich an Hütten und Häusern, in Gärten oder auf Plantagen auf. Die Fortpflanzung erfolgt durch Oviparie, Sphaerodactylus fantasticus ist also eierlegend; es werden einzelne 5 bis 7 Millimeter große Eier in leicht feuchten Spalten und ähnlichen Verstecken abgelegt.

## Vorkommen
Sphaerodactylus fantasticus ist vor allem in Guadeloupe verbreitet. Sphaerodactylus fantasticus anidrotus kommt im Süden Guadeloupes auf der Insel Marie-Galante, Sphaerodactylus fantasticus fuga ausschließlich an der Westküste von Dominica, Sphaerodactylus fantasticus hippomanes in Ost-Guadeloupe auf der Insel La Désirade, Sphaerodactylus fantasticus karukera innerhalb Guadeloupes unter anderem in Le Gosier sowie auf der Insel Îles de la Petite Terre, Sphaerodactylus fantasticus ligniservulus auf der nordwestlich von Guadeloupe gelegenen Insel Montserrat, Sphaerodactylus fantasticus orescius auf Basse-Terre (einer der beiden Hauptinseln), Sphaerodactylus fantasticus phyzacinus unter anderem auf Îles des Saintes und Sphaerodactylus fantasticus tartaropylorus im Norden der zweiten Hauptinsel, Grande-Terre, vor. Es werden feuchte Wälder, Forste und Plantagen sowie Felsen, Gehölz aller Art und Teile menschlichen Siedlungsbereichs bewohnt.

## Unterarten
Es wurden folgende neun Unterarten beschrieben:
- Sphaerodactylus fantasticus fantasticus Duméril & Bibron, 1836
- Sphaerodactylus fantasticus anidrotus Thomas, 1964
- Sphaerodactylus fantasticus fuga Thomas, 1964
- Sphaerodactylus fantasticus hippomanes Thomas, 1964
- Sphaerodactylus fantasticus karukera Thomas, 1964
- Sphaerodactylus fantasticus ligniservulus King, 1962
- Sphaerodactylus fantasticus orescius Thomas, 1964
- Sphaerodactylus fantasticus phyzacinus Thomas, 1964
- Sphaerodactylus fantasticus tartaropylorus Thomas, 1964

Aus dem Norden und Süden von Basse-Terre sind Mischformen der Unterarten Sphaerodactylus fantasticus orescius und Sphaerodactylus fantasticus karukera bekannt geworden.